# Боголюбов, Семён Гаврилович
Семён Гаври́лович Боголю́бов (20 апреля (1 мая) 1792, Москва, Российская империя —  28 января (9 февраля) 1842, Санкт-Петербург, Российская империя) — русский педагог; профессор Петербургского университета.

## Биография
Родился в  Москве в семье надворного советника Гаврилы Семеновича Боголюбова. Получив образование в благородном пансионе Московского университета, он в 1806 году поступил на службу в комиссию по составлению законов. 
В 1824 году Боголюбов предложил свои услуги Императорскому Санкт-Петербургскому университету, в котором уже несколько лет не преподавалось русское законоведение. По рассмотрении рукописных трудов Боголюбова совет университета пришел к заключению, что он может быть допущен к чтению означенного предмета, но только в качестве преподавателя, и то после пробной лекции. Но, по предложению попечителя Санкт-Петербургского учебного округа Д. П. Рунича, Боголюбов был прямо назначен ординарным профессором русского гражданского и уголовного права и судопроизводства. 
Уволенный от профессуры в 1832 году, со вступлением в должность министра С. С. Уварова, Боголюбов остался на службе при университете в должности непременного заседателя правления.
В 1835 году его заслуги были отмечены Знаком отличия беспорочной службы. 
Умер в Санкт-Петербурге 28 января (9 февраля) 1842 года. Похоронен на Малоохтинском кладбище.